# 亚历山大·蒂尔纳尼奇
亚历山大·蒂尔纳尼奇（羅馬化：Aleksandar Tirnanić，1910年7月15日—1992年12月13日），塞尔维亚前男子足球运动员。他曾带领南斯拉夫参加1960年夏季奥林匹克运动会足球比赛，结果队伍获得金牌。